# Дитрих III фон Хайнсберг
Дитрих III (II) фон Хайнсберг (на немски: Dietrich III (II) von Heinsberg; Theodericus; Theodoric von Looz; * 1300; † между 17 януари и 21 януари 1361, Стокем, Белгия) e граф на Лоон-Шини (1336 – 1361) и господар на Хайнсберг и Бланкенберг.

## Произход и наследство
Той е син на Готфрид I фон Хайнсберг († 1331) и съпругата му Мехтилд (Матилда) фон Лоон († 1313), дъщеря на граф Арнолд V фон Лоон-Шини († 1328) и Маргарета фон Вианден († 1318). Внук е на Дитрих II (I) фон Хайнсберг (ок. 1232 – 1303) и съпругата му Йохана фон Льовен-Гасбек (ок. 1236 – 1291). Брат е на Готфрид II фон Хайнсберг († 1355), граф на Льовен-Шини, и Йохан I (Ян) фон Хайнсберг († 1334), граф на Хайнсберг и Даленбройх.
През 1336 г. Дитрих наследява бездетния си чичо граф Лудвиг IV фон Лоон, брат на майка му.
Синът му Готфрид умира през 1342 г. Дитрих е наследен от племенника му Готфрид фон Лоон-Хайнсберг-Даленбройх († 1395), син на брат му Йохан I фон Хайнсберг-Даленбройх († 1334).

## Фамилия
Дитрих се жени пр. 1320 г. за графиня Кунигунда фон Марк († между 25 февруари 1343 и 1357), дъщеря на граф Еберхард I фон Марк († 1308) и Мари фон Лоон. Тя е племенница на Адолф II фон Марк, епископ на Лиеж (1313 – 1344). Те имат един син:
- Готфрид фон Лоон-Хайнсберг (* ок. 1322; † 1342), господар на Милен, женен през 1336 г. за Мехтилд от Гелдерн (* ок. 1324; † 21 септември 1384), дъщеря на херцог Райналд II от Гелдерн, граф на Цутфен († 1343)